# Longshan (Xiangxi)
Der Kreis Longshan (龙山县,  Lóngshān Xiàn) ist ein Kreis des Autonomen Bezirks Xiangxi der Tujia und Miao im Nordwesten der chinesischen Provinz Hunan. Er hat eine Fläche von 3.127 Quadratkilometern und zählt 488.100 Einwohner (Stand: Ende 2018). Regierungssitz ist das Straßenviertel Min'an 民安街道.
Die Stätte der alten Stadt Liye (Liye gucheng yizhi 里耶古城遗址) aus der Zeit der
Zeit der Streitenden Reiche, Qin-Dynastie und Han-Dynastie steht seit 2001 auf der Liste der Denkmäler der Volksrepublik China (5-519).

## Administrative Gliederung
Auf Gemeindeebene setzt sich der Kreis aus drei Straßenvierteln, elf Großgemeinden und zwanzig Gemeinden zusammen. Diese sind:
- Straßenviertel Min’an 民安街道
- Straßenviertel Huatang 华塘街道
- Straßenviertel Xincheng 新城街道

- Großgemeinde Shigao 石羔镇
- Großgemeinde Ciyantang 茨岩塘镇
- Großgemeinde Hongyanxi 红岩溪镇
- Großgemeinde Xichehe 洗车河镇
- Großgemeinde Miartan 苗儿滩镇
- Großgemeinde Longtou 隆头镇
- Großgemeinde Liye 里耶镇
- Großgemeinde Zhaoshi 召市镇
- Großgemeinde Guitang 桂塘镇
- Großgemeinde Shipai 石牌镇
- Großgemeinde Dianfang 靛房镇

- Gemeinde Luota 洛塔乡
- Gemeinde Xiluo 洗洛乡
- Gemeinde Wantang 湾塘乡
- Gemeinde Baiyang 白羊乡
- Gemeinde Xinglongjie 兴隆街乡
- Gemeinde Sanyuan 三元乡
- Gemeinde Tongche 桶车乡
- Gemeinde Da’an 大安乡
- Gemeinde Shuitianba 水田坝乡
- Gemeinde Wuya 乌鸦乡
- Gemeinde Mengbi 猛必乡
- Gemeinde Maoping 茅坪乡
- Gemeinde Tasha 他砂乡
- Gemeinde Neixi 内溪乡
- Gemeinde Jiashi 贾市乡
- Gemeinde Tasha 塔泥乡
- Gemeinde Nongche 农车乡
- Gemeinde Laoxing 老兴乡
- Gemeinde Jiaba 贾坝乡
- Gemeinde Zanguo 咱果乡